# Liste der Äbte von Saint-Remi in Reims
Dieser Artikel enthält die Liste der Äbte der Abtei Saint-Remi in Reims.
Der Gründer Turpin von Reims (Tilpin) behielt sich das Amt des Abtes vor. Auch nach ihm waren die Erzbischöfe von Reims gleichzeitig die Äbte von Saint-Remi, bis zur endgültigen Vertreibung von Hugues de Vermandois im Jahr 946.

## Liste der Äbte

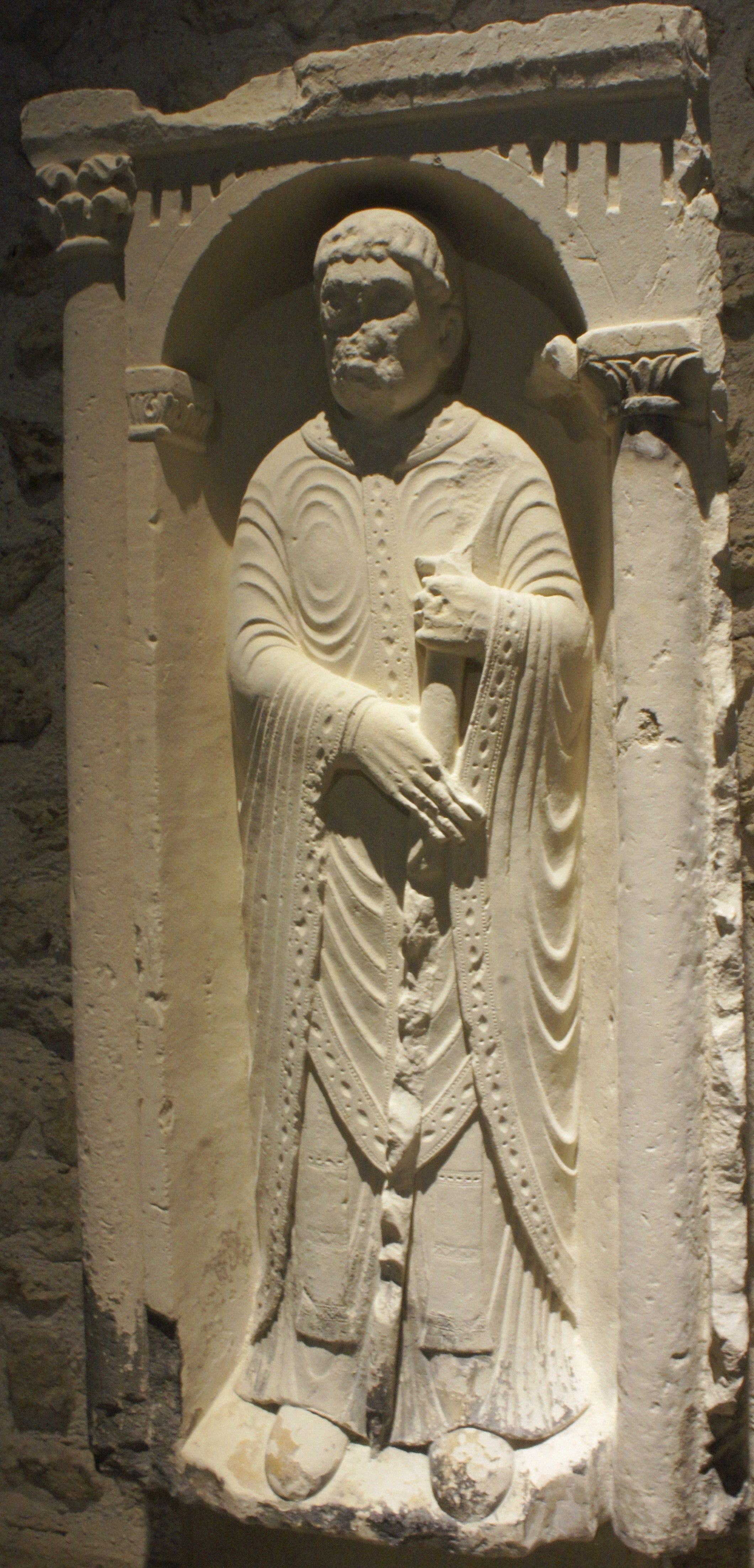
Grabmonument eines Abtes aus dem 12. Jahrhundert, Musée Saint-Rémi, Reims

### Die regulären Äbte
- 760–795: Turpin, Erzbischof von Reims
- 795–812: Vakanz
- 812–816: Wulfar, Erzbischof von Reims
- 816–835: Ebo, Erzbischof von Reims
- 835–840: Vakanz
- 840–841 oder 842: Ebo (2. Mal)[2])
- 842–845: Vakanz
- 845–882: Hinkmar, Erzbischof von Reims
- 882–900: Fulko der Ehrwürdige, Erzbischof von Reims
- 900–922: Herive, Erzbischof von Reims
- 922–925: Seulf, Erzbischof von Reims
- 925–931: Hugo von Vermandois, Erzbischof von Reims (1. Mal)
- 931–940: Artold, Erzbischof von Reims
- 940–945: Hugo von Vermandois, Erzbischof von Reims (2. Mal)
- 945–967: Hinkmar II.
- 967–970: Hugo II.
- 970–983: Raoul
- 983–989: Leuthard
- 989–1009: Arbod
- 1009–1036: Airard
- 1036–1048: Thierry
- 1048–1076: Hérimar
- 1071–1076: Vakanz
- 1076–1094: Henri I., zuvor Abt von Homblières um 1059[3]
- 1094–1097: Robert I.
- 1097–1100: Bouchard
- 1100–1118: Azenaire
- 1118–1151: Odon I.
- 1151–1162: Hugues III.
- 1162–1182: Pierre de Celle
- 1182–1194: Simon[4]
- 1194–1203: Pierre II. de Ribemont
- 1203–1205: Ingon
- 1205–1206: Milon de Bazoches
- 1206–1212: Guy I.
- 1212–1237: Pierre III., auch Pierre Claudi und Pierre le boiteux genannt[5]
- 1237–1239: Adéodat
- 1239–1251: Pierre IV. de Sacy
- 1251–1253: Vakanz
- 1253–1254: Gislebert
- 1254–1269: Odon II.
- 1269–1284: Barthélémy d’Epinal oder Barthélemi de l'Espinasse[6].
- 1284–1286: Bertrand[7][8][9].
- 1286–1297: Jean I. de Clinchamps
- 1297–1317: Roger
- 1317–1347: Jean II. du Mont
- 1347–1362: Jean III. Lescot
- 1362–1394: Pierre V. de Marcilly
- 1394–1439: Jean IV. Canart
- 1439–1461: Nicolas I. Robillart
- 1461–1464: Emeric Hocquedé
- 1464–1472: Guillaume I. de Villers le Moine
- 1472–1473: Nicolas II. d’Auxenvillers
- 1473–1480: Guy II. Bernard, seit 1453 Bischof von Langres

### Kommendataräbte
- 1480–1533: Robert I. de Lenoncourt, Erzbischof von Reims
- 1533–1552: Robert II. de Lénoncourt, Kardinal
- 1552–1574: Charles de Lorraine-Guise, Erzbischof von Reims, Kardinal
- 1574–1588: Louis II. de Lorraine-Guise, Erzbischof von Reims, Kardinal
- 1588–1592: Vakanz
- 1592–1598: Louis II. Mozac
- 1598–1605: Philippe Crespin du Bec, Erzbischof von Reims
- 1605–1621: Louis III. de Lorraine-Guise, Erzbischof von Reims, Kardinal
- 1622–1641: Henri II. de Lorraine-Guise, Erzbischof von Reims (1629)
- 1641–1657: Henri II. de Savoie-Nemours, Erzbischof von Reims (1651)
- 1657–1659: Vakanz
- 1659–1665: Charles Paris d’Orléans-Longueville
- 1665–1667: Jacques-Nicolas Colbert, Erzbischof von Rouen
- 1667–1668: Georges d’Aubusson de La Feuillade, Erzbischof von Embrun
- 1668–1680: Wilhelm Egon von Fürstenberg-Heiligenberg, Kardinal
- 1680–1710: Charles Maurice Le Tellier, Erzbischof von Reims
- 1710–1728: Filippo Antonio Gualterio, Kardinal
- 1729–1744: Léon Potier de Gesvres, Kardinal
- 1745–1777: Jean-François-Joseph Rochechouart de Faudoas, Kardinal
- 1777–1793: Alexandre Angélique de Talleyrand-Périgord, Erzbischof von Reims, Kardinal